# Szatha at-Tahta
Szatha at-Tahta (arab. شطحة التحتا) – miasto w Syrii, w muhafazie Hama. W 2004 roku liczyło 8076 mieszkańców.